# Anna Kovács
Anna Kovács (født 24. Oktober 1991) er en ungarsk håndboldspiller, som spiller for Dunaferr NK og Ungarns håndboldlandshold.